# Val-de-Ruz
Val-de-Ruz é uma comuna da Suíça, situada no cantão de Neuchâtel. Tem 124,26 km² de área e sua população em 2018 foi estimada em 16.984 habitantes.